# Маестрини (Бреша)
Маестрини је насеље у Италији у округу Бреша, региону Ломбардија.
Према процени из 2011. у насељу је живело 35 становника. Насеље се налази на надморској висини од 289 м.